# Atanasie Protopopesco
Atanasie Protopopesco (ur. 8 kwietnia 1900 w Bukareszcie, zm. 22 lutego 1991) – rumuński piłkarz, jednokrotny reprezentant Rumunii. Był w kadrze na Igrzyska Olimpijskie w 1924 w Paryżu, jednakże nie wystąpił w jedynym meczu reprezentacji na igrzyskach. Przez całą swoją karierę grał w Tricolor Bukareszt, a po fuzji z Unireą w Unirea Tricolor Bukareszt.